# 伊奴神社
伊奴神社（いぬじんじゃ）は、愛知県名古屋市西区稲生町にある神社。旧郷社。
伊奴（イヌ）という名にちなみ本殿の前には犬石像があり、戌年生まれの人や愛犬家に親しまれ、特に戌年の元日は大勢の参拝者が訪れる。

## 由緒
天武天皇（白鳳）2年（673年）、この地で取れた稲を皇室に献上した際に社殿を建立したと伝えられる。
延喜式神名帳に尾張国山田郡伊奴神社と記されている。式内社。
江戸時代には「熊野権現」などと称していたが、村名の稲生からの類推で、神名帳にある伊奴神社に比定したものとみられる。尾張国神名帳では「従三位上 伊奴天神」とある。

## 祭神
- 主神　
  - 素盞嗚尊（すさのおのみこと）[5]
  - 大年神（おおとしのかみ）[5]
  - 伊奴姫神（いぬひめのかみ）[5]
- 相殿
  - 稚産霊神[6]
  - 倉稲魂神[6]
  - 保食神[6]
  - 伊弉冉神[6]
  - 早玉男神[6]
  - 事解男神[6]
  - 天照大御神[6]
  - 熊野神[6]

## 境内神社
- 白龍社
- 玉主稲荷社[6]
- 春日社[6]
- 天神社
- 日枝社（日吉社）[6]
- 大杉社
- 八百萬社[6]

## 神事
- 左義長：1月の第二日曜日
- 玉主稲荷大祭：3月の第一日曜日[7]
- 茅輪神事：7月下旬の土・日曜日[8]
- 例大祭：10月の第二日曜日[1]
- 人形供養祭：12月の第一日曜日[9]

## その他
境内は1980年（昭和55年）11月25日に「名古屋市緑地保全地区」に指定されており、樹齢800年の椎の木をはじめ多くの樹木に囲まれている。
大相撲名古屋場所の際には伊勢ヶ濱部屋が宿舎としており、境内の土俵で稽古をする姿が見られる。
安産祈願、子授け・夫婦円満・家内安全祈願の神社として知られ、安産祈祷の後に境内の犬石像の前で、安産祈願を行う。

## 交通アクセス
- 名古屋市営地下鉄鶴舞線：庄内通駅下車[11]。
- 名古屋市営バス：名駅13・栄11・栄13「江向」バス停又は、栄13「稲生町」バス停下車[11]。